# Hargita Népe
Hargita Népe este un ziar cotidian a județului Harghita, și sediul se găsește în Miercurea Ciuc.
Primul exemplar a apărut 23 februarie în anul 1963 pe nume Hargita, după revoluție, în anul 1989, a primit titlul actual, Hargita Nepe.
Ziarul publică știri economice, sociale, culturale, sportive, și în același timp informează despre evenimentele naționale și internaționale.

## Redactori  șefi
- 1989–2004: László Borbély⁠(hu)[traduceți]